# 517 Edith
517 Edith
517 Edith là một tiểu hành tinh ở vành đai chính. Nó được Raymond Smith Dugan phát hiện ngày 22.9.1903 ở Heidelberg và được đặt theo tên Edith Dugan Eveleth, người chị (em gái) của Raymond Smith Dugan.